# Socket 4

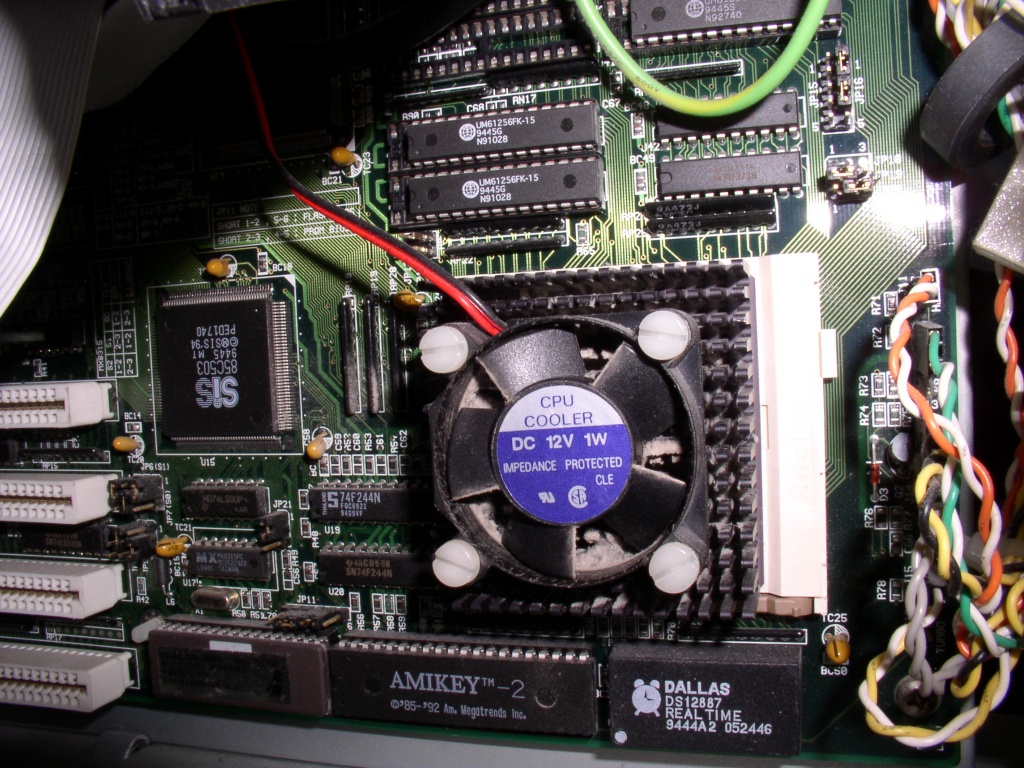
Pentium 60 MHz Socket 4-ben

A Socket 4-et 1993-ban mutatták be, az első Pentium processzorok foglalataként. A Socket 4 volt az egyetlen 5V-os Pentium foglalat, ezután az Intel a 3.3V-os Socket 5-re váltott.
A Socket 4 fogadta a Pentium Overdrive egy különleges változatát, amely képes volt a gyári értékének akár kétszeresén is futni, 120 MHz-en a 60 MHz-es és 133-on a 66-os.
A Socket 4 273 tűs LIF/ZIF PGA foglalat volt, lábai 4 sorba voltak rendezve, fogadta az 5V-os Pentium és Pentium Overdrive processzorokat.